# Крейвен-охотник
Кре́йвен-охо́тник (англ. Kraven the Hunter, настоящее имя — Серге́й Никола́евич Кра́винофф) — суперзлодей Marvel Comics. Был создан Стэном Ли и Стивом Дитко и впервые появился в комиксе The Amazing Spider-Man #15 в 1964 году. Крейвен-охотник является одним из самых грозных врагов Человека-паука, а также сводным братом Хамелеона и одним из основателей Зловещей шестёрки.
Крейвен-охотник изображается в комиксах знаменитым охотником на крупную дичь, чья жизненная цель — сразить Человека-паука и показать себя величайшим охотником в мире. Он очень самоуверен относительно своих способностей, любит похвастаться ими, но в то же время уважает своих противников. За счёт этого Крейвен-охотник порой выступает в качестве антигероя и объединяется с такими героями как Человек-паук, Мстители 1959 года и Девушка-белка в серии комиксов The Unbeatable Squirrel Girl (2015—2019).
С момента дебюта в комиксах персонаж появлялся в различных медиа-адаптациях комиксов о Человеке-пауке, таких как мультсериалы и видеоигры. В игровом фильме «Крейвен-охотник» (2024), входящем в медиафраншизу «Вселенная Человека-паука от Sony», Сергея Кравиноффа / Крейвена-охотника сыграл Аарон Тейлор-Джонсон.

## Биография
Сергей Николаевич Кравинофф — русский иммигрант, сын аристократа, бежавшего в Соединённые Штаты со своей семьёй в 1917 году после того, как русское дворянство было уничтожено Февральской революцией и последующим крахом правления царя Николая II.
Крейвен — маниакально настроенный охотник на крупную дичь, который вовсю стремится полностью одолеть Человека-паука для того, чтобы доказать всему человечеству, что он самый величайший охотник в мире. Кроме того, он живёт по кодексу чести своего рода, предпочитая охотиться на свою добычу честно, хотя он использовал на себе самом специальную сыворотку, которая придавала ему большую силу, подобную Человеку-пауку. Однако тот факт, что Крейвен-охотник недооценивает изобретательность супергероя, сделал его чрезмерно самоуверенным. Чтобы одолеть Человека-паука, он связался со своим единокровным братом Хамелеоном. Крейвен-охотник был одним из основателей Зловещей шестёрки, напару с Доктором Осьминогом, и вторым врагом, сразившимся с Человеком-пауком. Первая битва с супергероем проходила в зоопарке в окружении лесных котов.
На какое-то неопределённое время Крейвен-охотник прекратил охоту за Человеком-пауком, но, управляемый своей возлюбленной, Калипсо Эзили, он начинает верить в то, что его враг пытается освободить содержащихся в клетке животных. Принуждая Крейвена-охотника возобновить преследование Человека-паука, Калипсо вместе с Крейвеном-охотником была арестована полицией.
Сергей предполагал, что он не будет достоин любви своей Калипсо до тех пор, пока полностью не уничтожит Человека-паука. Это романтическое чувство побуждало его вновь и вновь возвращаться к большой охоте на героя. Во время их очередной схватки Калипсо решила подыграть Крейвену-охотнику и с помощью наркотика сильно приглушила паучье чутьё Паучка. Когда Крейвен-охотник понял, что его возлюбленная в сражении использовала на его противнике галлюциногенные препараты, он благородно прекратил битву с героем. Полиция вновь арестовала влюблённую парочку.

### Смерть
Сергей надевает чёрный костюм Человека-паука и патрулирует улицы города, чтобы доказать людям, что он больше подходит на роль супергероя, нежели сам Паук. Крейвен-охотник выследил существо, известное как Паразит, которое сам Человек-паук мог полностью одолеть лишь заручившись помощью Капитана Америки. Вызвав монстра на бой, Сергей с лёгкостью его одолевает. Всё ещё живой Человек-паук, на которого уже прекратили действовать транквилизаторы, выбрался из своей могилы и напал на Крейвена-охотника, но, к его удивлению, Крейвен-охотник не предпринимал попыток ответить на его удары. Сергей верил в то, что ему удалось восстановить свою честь, поэтому он с лёгким сердцем выпустил Паразита обратно на улицы, отвлекая тем самым внимание Паука. Посчитав, что он выполнил свою цель, Крейвен-охотник убил себя.

### Возрождение
Долгое время дети Крейвена-охотника пытались жестоко отомстить Питеру Паркеру за гибель отца. Джейсон Макендейл (Хобгоблин III) привёз в США его первого сына, Владимира, но тот проносил мантию папы очень недолго: он был убит Каином — клоном Питера Паркера. Второй сын, Алексей, проносил мантию отца достаточно долго — даже был членом Зловещей шестёрки Песочного человека, и жестоко отомстил Калипсо, уничтожив её за то, что она косвенно довела его отца до самоубийства, но заметным врагом для Человека-паука так и не стал — и забросил дела.
Его дочь, Ана (Анастасия), воспитанная Александрой Кравиноффой, женой Сергея, вышла на охоту совсем недавно. Но, в отличие от остальных родственников, она и её мать поставили цель возродить из мёртвых как Владимира, так и Сергея. Они объединяются с другими членами своей семьи, а также с Электро, Мистерио и Диабло. Они объявляют большую охоту на Пауков: ловят Мадам Паутину, Арахну (Женщину-паука II), Аранью (Девушку-паука) и Мэтти Франклин (Женщину-паука III). Последнюю приносят в жертву, чтобы полностью возродить из мёртвых Владимира — в виде гибрида человека и льва. Для воскрешения же Сергея нужна кровь истинного Человека-паука.
Мистерио удаётся заманить Паука в ловушку, но Каин спасает Питера, жертвуя собой. Теперь Крейвена-охотника может убить только Человек-паук. Между старыми врагами происходит схватка, в ходе которой Питер Паркер опять побеждает Крейвена-охотника. Но перед этим Александра перерезает горло Мадам Паутине и убивает её. Кравиноффы отступают на Дикую землю, где после серии обвинений в свой адрес Сергей просто сворачивает своей жене Александре шею, за то что она воскресила его, тем самым нарушив его покой. Владимир после убийства Александры нападает на отца, но тот наповал убивает сына прямым выстрелом из ружья Алексея. Затем оставшихся детей — Ану и Алексея — Крейвен-охотник натравливает друг на друга, в результате Алексей погибает при загадочных обстоятельствах, предположительно убит Анной, а Ана остаётся живой, и обучается у Крейвена-охотника охотничьим навыкам, намного позже она вернулась в Нью-Йорк, где неоднократно сталкивалась с Девушкой-пауком, но каждый раз терпела от неё поражение. После своего воскрешения из мёртвых и полного поражения с Человеком-пауком, Крейвен-охотник оставил попытки победить Человека-паука и переключился на других супергероев: Каина, Венома и Капитана Америку.

## Альтернативные версии

### Ultimate Marvel
В Ultimate-вселенной Крейвен-охотник являлся австралийским ведущим телешоу и не обладал никакими супер-способностями. В этом шоу он наповал убивает опасных хищных зверей.
Для поднятия своего рейтинга он объявляет по всему миру, что его следующей целью станет Человек-паук. После боя Паука с Доктором Осьминогом прибывает Крейвен-охотник, но герой полностью вырубает его с одного удара. В связи со столь полным позорным поражением его шоу закрывают.
Желая по свойски рассчитаться с Человеком-пауком за своё поражение, Крейвен-охотник позволил генетически изменить себя, но был арестован командой Абсолютные. После, он был посажен за решётку с другими генетически-модифицированными преступниками: Зелёным гоблином, Электро, Доктором Осьминогом и Песочным человеком. Вместе с ними он сбежал из тюрьмы и попытался захватить Белый дом, но был остановлен Человеком-пауком и командой Абсолютные, как и все участники Зловещей шестёрки. Был заключён в тюрьму Щ.И.Т.а.
Наряду с остальными членами Зловещей шестёрки Крейвен-охотник был освобождён из тюрьмы Норманом Озборном, чтобы те помогли ему убить Питера Паркера. Остальные же злодеи направляются к дому Паркера в Куинсе. После сражения с Пауком, Электро собирается добить Человека-паука, но появляется тётя Мэй и стреляет в него. В результате короткого замыкания Электро издаёт мощный электрический импульс, при этом теряя сознание и сражая Крейвена-охотника, Песочного человека и Стервятника наповал.

## Силы и способности
Регулярно принимая лечебную микстуру, сделанную из различных целебных трав, прорастающих в джунглях, Крейвен-охотник получил ряд способностей, включая сверхчеловеческие силу, скорость, выносливость, гибкость и рефлексы. Тело Крейвена-охотника более стойкое к определённым физическим повреждениям, чем тело обычного человека. Он способен пережить падение с высоты или сильные удары от противников, обладающих супер-силой. Микстура существенно изменила процесс старения Крейвена-охотника до такой степени, что за несколько десятилетий он практически не изменился. Несмотря на то, что на момент его смерти ему более 70 лет, внешность и жизненные силы у него, словно у 30-летнего мужчины.
Микстура обострила зрение, слух и обоняние Крейвена-охотника до сверхчеловеческого уровня, что стало хорошим дополнением к его натренированным навыкам выслеживания зверей и супергероев. Он может видеть на большом расстоянии и с гораздо большей чёткостью, чем обычный человек. Его слух также улучшился, что позволяет ему слышать те звуки, которые обычный человек услышать не в состоянии. Крейвен-охотник может использовать своё обоняние, чтобы выслеживать жертву по запаху так же, как некоторые животные, даже если запах был подорван природными факторами.
Даже без своих сверхчеловеческих способностей Крейвен-охотник является спортсменом олимпийского уровня и талантливым стратегом, охотником и рукопашным бойцом. Он обладает знаниями о различных болевых точках как в человеческой анатомии, так и в животной. Крейвен-охотник может использовать эти болевые точки с идеальной точностью, что позволяет ему вывести из строя могущественного противника или опасное животное. Он знаком со многими экзотическими ядами и транквилизаторами, которые он часто использует во время своих охот на животных или супергероев.
Из-за изъяна в церемонии его воскрешения из мёртвых, Крейвен-охотник был подвергнут проклятию, которое обнаружилось, когда дочь Ана сильно ударила его в сердце ножом, и он от этого не скончался. По словам Крейвена-охотника, он может умереть лишь от руки Человека-паука.

## Вне комиксов

### Телевидение
- Впервые на телевидении Крейвен-охотник появился в мультсериале «Супергерои Marvel».
- Крейвен-охотник появляется в мультсериале «Человек-паук» 1981 года выпуска.
- В мультсериале «Человек-паук и его удивительные друзья» его озвучил Роберт Риджли[англ.].
- В мультсериале «Человек-паук» 1994 года Крейвена-охотника озвучил Грегг Бергер. Поначалу он охотится на Человека-паука, а потом становится положительным героем и союзником Человека-паука. В серии 2-го сезона «Поединок Охотников» Крейвен-охотник заверяет, что терпеть не может использование огнестрельного оружия и называет это варварством. В русском переводе мультсериала назван так: Кравен-охотник и Сергей Кравцов.
- В мультсериале «Непобедимый Человек-паук», где события происходят на другой планете, есть альтернативная версия Крейвена-Охотника.
- Крейвен-охотник появляется в мультсериале «Человек-паук» 2003 года выпуска.
- В «Новых приключениях Человека-паука» после поражения в битве с Человеком-пауком Крейвен-охотник обращается за помощью к генетику, Майлзу Уоррену, который научным экспериментом делает из него гибрид человека и льва.
- В мультсериале «Великий Человек-паук» приходит поохотиться на Белую Тигрицу. После превращения с помощью волшебного амулета в человекоподобного белого тигра терпит полное поражение от рук Белой Тигрицы и Человека-паука, вновь превращаясь в человека. Позже появляется как один из членов Зловещий шестёрки Доктора Осьминога.
- Крейвен-охотник появляется в мультсериале «Человек-паук» 2017 года выпуска.

### Кино

#### Трилогия «Человек-паук»
Сэм Рэйми заявил, что у него изначально были планы включить Крейвена-охотника в фильм «Человек-паук 4», однако фильм был отменён в пользу перезапуска франшизы.

#### Дилогия «Новый Человек-паук»
Марк Уэбб подтвердил присутствие копья Крейвена-охотника в финальных титрах фильма «Новый Человек-паук. Высокое напряжение». По словам Уэбба, Крейвен-охотник должен был появиться в фильмах «Зловещая шестёрка» и «Новый Человек-паук 3», однако будущие фильмы франшизы были отменены.

#### Кинематографическая вселенная Marvel
Изначально Крейвен-охотник должен был стать главным антагонистом фильма «Кинематографической вселенной Marvel» «Чёрная пантера» (2018), но из-за вопросов по авторским правам от данной идеи было решено отказаться. Тем не менее, силуэт Крейвена-охотника ненадолго появляется в конце фильма «Человек-паук: Нет пути домой» (2021), когда разлом мультивселенной окончательно выходит из-под контроля.

#### Spider-Verse
Варианты Крейвена-охотника из мультивселенной появляются в анимационном фильме «Человек-паук: Паутина вселенных» (2023) в качестве пленников Паучьего общества.

#### Вселенная Человека-паука от Sony

Аарон Тейлор-Джонсон в роли Сергея Кравиноффа в фильме «Крейвен-охотник» (2024)

В 2018 году Sony объявила о разработке сольного фильма про Крейвена-охотника в рамках «Вселенной Человека-паука от Sony». Сценаристом был назначен Ричард Уэнк. Уэнк заявил, что фильм будет основан на комиксе «Последняя охота Крейвена». В 2020 году студия наняла Арта Маркама и Мэтта Холлоуэя для переписывания сценария, а Джей Си Чендор был назначен режиссёром. В мае 2021 года на роль Крейвена-охотника был выбран актёр Аарон Тейлор-Джонсон. Съёмки начались в марте 2022 года и завершились в июне. Премьера фильма в США состоялась 13 декабря 2024 года.

### Видеоигры
- Spider-Man (только в версии для Xbox)
- Spider-Man 2: The Sinister Six
- Spider-Man 3
- Spider-Man: Shattered Dimensions
- В игре Ultimate Spider-Man можно увидеть плакаты с рекламой шоу Крейвена-охотника.
- В Lego Marvel Super Heroes является разблокируемым игровым персонажем.
- В The Amazing Spider-Man 2 представлен как антигерой.
- В Lego Marvel Super Heroes 2 является игровым персонажем; встречается по сюжету на втором уровне.
- В Marvel’s Spider-Man 2 является одним из главных антагонистов.

## Критика и отзывы
В 2009 году Крейвен-охотник занял 53-е место в списке 100 величайших злодеев комиксов по версии IGN.